# Казка про Наперстка
Казка про Наперстка — словацька народна казка. В казці розповідається про хитру лисичку, яка викрала хлопчика Наперстка і як Чоловік і жінка рятували свою дитину:
|  | Ледве батько з матір'ю пішли, як приходить до дверей хитра лисиця та й гукає: — Наперсточку-синочку, відчини мені, я тебе на хвостику покатаю. .... От узяв дід скрипочку під руку, баба мішок та й вирядились милого Наперсточка шукати. Приходять до лисиччиної нори, і дід почав грати: — Лисичко-сестричко, Вийди танцювати! І ти, мій синочку, Любий Наперсточку, Вийди танцювати. Виглянуло з нори одне лисенятко, а дід його мерщій у мішок.. |

## Сюжет
Були собі чоловік і жінка, і хоч уже йшло до старості, народився в них гарний хлопчик. Назвали його Наперстком. Одного разу батько й мати вибралися в ліс по дрова, а йому наказали не відчиняти нікому чужому. Але саме тоді внадилася хитра лисиця, обдурила Наперстка й викрала його з дому, аби прогодувати своїх чотирьох діток. Коли батьки вернулися додому і побачили, що їх сина викрали, пішли рятувати його. Та завдяки музиці на скрипці й ласкавій пісні їм вдалося обманути лисичку й порятувати Наперстка. І відтоді Наперсток більш ніколи не відчиняв лукавій лисичці.

## Персонажі
- Чоловік
- Жінка
- Хлопчик — Наперсток
- Лисичка
- Лисенята (четверо)